# Nicola Bizzotto
Nicola Bizzotto (* 1. März 1990 in Cittadella) ist ein italienischer Fußballspieler auf der Position eines Verteidigers. Er begann seine Karriere beim italienischen Drittligisten dem AC Pisa. 2012 wechselte er zu Bassano Virtus.